# Macrocara
Macrocara is een geslacht van rechtvleugeligen uit de familie veldsprinkhanen (Acrididae). De wetenschappelijke naam van dit geslacht is voor het eerst geldig gepubliceerd in 1930 door Uvarov.

## Soorten
Het geslacht Macrocara  is monotypisch en omvat slechts de volgende soort:
- Macrocara conglobata (Walker, 1870)